# 프레셔스 (영화)
프레셔스(Precious: Based on the Novel "Push" by Sapphire)는 2009년 개봉한 미국의 드라마 영화이다.

## 줄거리
1987년, 뉴욕 할렘에 사는 16세 소녀 클레어리스 "프레셔스" 존스는 실업자인 어머니 메리로부터 오랜 시간 동안 신체적, 성적, 언어적 학대를 받으며 살아간다. 아버지 칼에게 강간당한 경험으로 두 번의 임신을 하게 되었고, 첫째 딸은 다운증후군을 앓고 있어 할머니가 돌보고 있다. 가족은 정부 보조금으로 생활하고 있으며, 메리는 정부 지원금을 더 받기 위해 딸이 아이를 키우는 척 위장한다.
프레셔스는 두 번째 임신 사실이 밝혀지자 학교에서 대안학교 프로그램인 'Each One Teach One'에 다니게 된다. 그녀는 사랑받고 인정받는 상상을 하며 힘든 현실에서 도피한다. 대안학교에서 프레셔스는 새로운 선생님 블루 레인을 만나 글을 배우며 희망을 발견하고, 소셜 워커 와이즈와 상담하며 가정 내 성폭력 사실을 밝히게 된다.
수업 중 갑작스럽게 양수가 터져 병원으로 옮겨진 프레셔스는 건강한 아들 압둘을 출산한다. 퇴원 후 집에 돌아온 프레셔스는 메리의 공격을 받지만, 간신히 아들을 데리고 도망쳐 대안학교 교실에서 밤을 지낸다. 블루 레인은 프레셔스를 위해 쉼터를 찾지만 여의치 않아 자신의 집에서 함께 지낸다. 프레셔스는 결국 임시 거처를 찾고 학교를 계속 다니며 아들을 키운다.
프레셔스는 아버지가 에이즈로 사망했다는 소식을 듣고 자신이 HIV 양성임을 알게 되지만 아들은 음성 판정을 받는다. 절망감에 빠진 프레셔스는 자신의 상담 기록을 훔쳐 친구들과 공유하며 미래에 대한 희망을 갖는다. 그녀는 어머니 메리와 만나고, 메리는 과거의 학대 사실을 인정하며 프레셔스에게 집착했던 이유를 고백한다. 프레셔스는 어머니와의 관계를 완전히 끊고 두 아이와 함께 새 삶을 시작할 결심을 한다. GED 시험을 준비하며 대학 진학을 꿈꾸는 프레셔스는 밝은 미래를 향해 나아간다.

## 출연

### 주연
- 가보리 시디베
- 폴라 패튼
- 머라이어 캐리
- 레니 크라비츠
- 모니크

### 조연
- 쉐리 세퍼드
- 스테파니 앤두자
- 차이나 레인
- 아미나 로빈슨
- 쇼사 로크모어
- 안겔릭 잠브라나
- 언트 닷

## 기타
- 원작자: 사파이어
- 프로듀서: 발레리 호프만
- 프로듀서: 버겐 스완슨
- 공동제작: 마크 G. 마티스
- 미술: 로셀 버리너
- 세트: 켈리 버니
- 소품팀: 마테오 드 코스모
- 의상: 마리나 드라기시
- Ass-PD: 애스게르 후세인
- 시각효과부문: 대니 김
- 배역: 빌리 홉킨스
- 배역: 제시카 켈리

## 같이 보기
- 미국 영화